# Майер, Тимо
Тимо Майер (нем. Timo Meier; 8 октября 1996, Херизау, Швейцария) — швейцарский профессиональный хоккеист, правый нападающий команды НХЛ «Нью-Джерси Девилз».

## Карьера

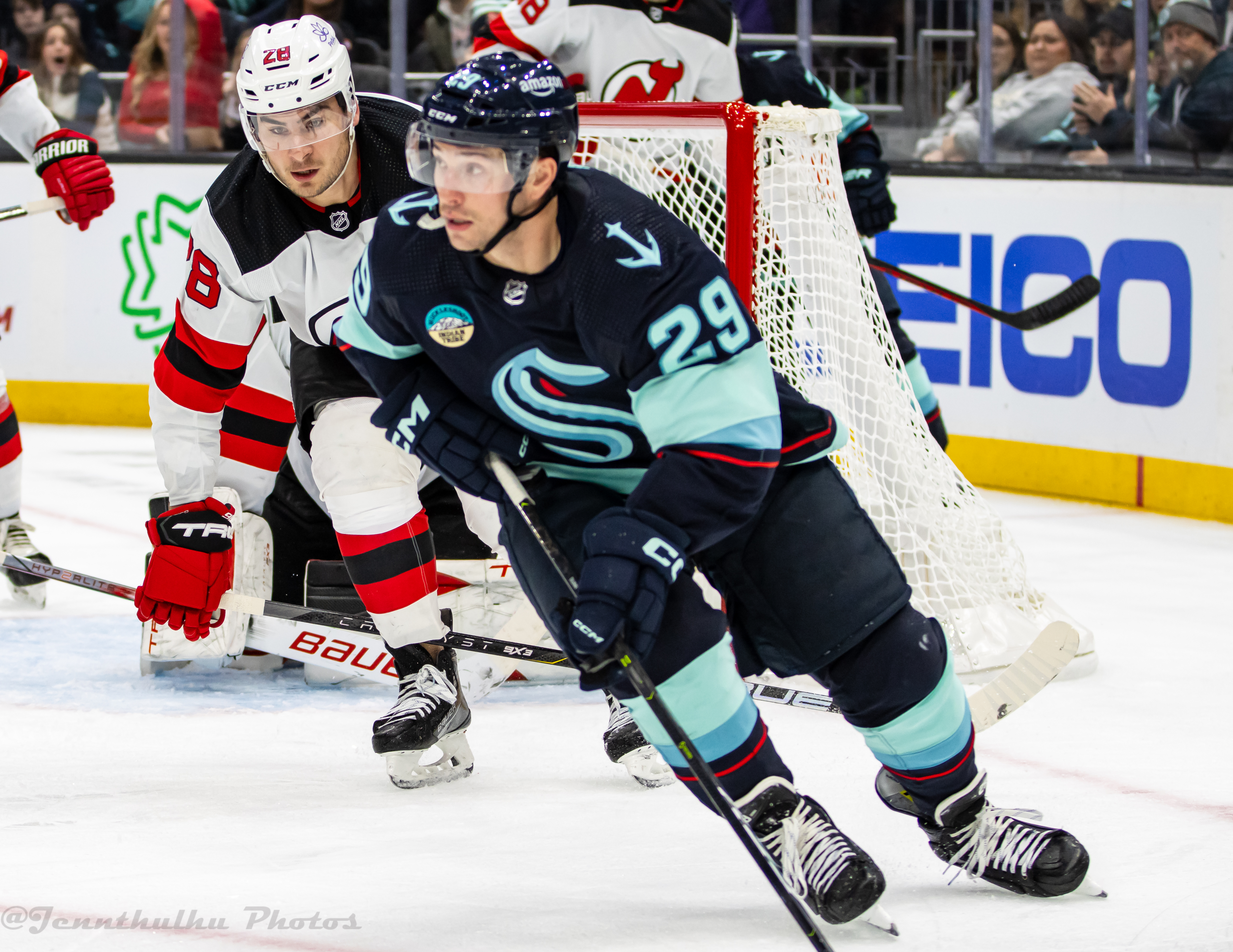
Майер (на заднем плане) в составе «Девилз» в 2023 году

Майер начал свою профессиональную карьеру в родной Швейцарии на уровне юниорских и молодежных лиг в клубе «Рапперсвиль-Йона Лейкерс».
В 2013 году Тимо был выбран на выходящем драфте Канадской хоккейной лиги для европейских игроков под общим 12-м номером клубом «Галифакс Мусхэдз» и уже в сезоне 2013/2014 продолжил карьеру в этой команде. В сезоне 2015/16 был назначен капитаном «Галифакса», а 6 января 2016 года Майер был обменян в команду «Руэн-Норанда Хаскис».
На драфте НХЛ 2015 года Тимо был выбран в 1-м раунде под общим 9-м номером командой «Сан-Хосе Шаркс». 8 июля 2015 года Майер подписал трёхлетний контракт новичка с Шаркс.
В НХЛ Майер дебютировал 16 декабря 2016 года в матче против команды «Монреаль Канадиенс» и сразу же забросил свою первую шайбу.
В сезоне 2017/18 окончательно закрепился в основе «Сан-Хосе», сыграв 81 матч и забросив более 20 шайб. Первую шайбу в плей-офф забросил в 3-м матче серии первого раунда против «Анахайм Дакс».
13 января 2022 года был вызван на матч всех звёзд НХЛ.
17 января 2022 года в матче против «Лос-Анджелес Кингз» стал первым швейцарцем и 47-м игроком в истории НХЛ, которому удавалось забросить 5 шайб в одной игре. При этом Майер стал первым в XXI веке хоккеистом, кто забросил 5 шайб за первые два периода.